# Moscheea din Larabanga
Moscheea din Larabanga este o moschee din satul Larabanga, Ghana. Aceasta este cea mai veche moschee din această țară și una dintre cele mai vechi din Africa de Vest. Este un loc foarte important de pelerinaj, fiind numită și Mecca Africii de Vest.

## Istorie și arhitectură
Conform legendei, în anul 1421, un comerciant musulman numit Ayub a adormit în acest loc, iar în vis a auzit o voce ce i-a spus să construiască aici o moschee. Când s-a trezit a constatat în mod bizar că fundația era deja ridicată așa că s-a apucat să clădească pe ea moschea. Se crede că mormântul lui Ayub se află sub copacul baobab de lângă moschee. 
Moscheea din Larabanga este una dintre cele opt moschei antice din Ghana, ea fiind cea mai veche și în acelaș timp cel mai important loc de pelerinaj din această parte a Africii. Ea deține un vechi Coran din anul 1650, iar conform tradiției locale acest Coran i-a fost dăruit de către Allah lui Yidan Barimah Bramah, imamul din acea perioadă drept răsplată pentru rugăciunile sale.
Moscheea este construită în stil sudano-sahelian având drept materiale principale lemnul, chirpiciul și noroiul. În anul 1970, fațada moscheii a fost acoperită cu un amestec de nisip și ciment în speranța că va opri deteriorarea sa din cauza vântului și a ploii. Cu toate acestea măsurile nu au fost eficiente, având loc lucrări ample de renovare a clădirii. În anul 2002 a avut loc o puternică furtună ce a distrus minaretul și mihrabul, moscheea fiind reconstruită. În prezent ea este ocrotită ca un monument de importanță națională.